# Senna vargasii
Senna vargasii là một loài thực vật có hoa trong họ Đậu. Loài này được (Schery) H.S.Irwin & Barneby miêu tả khoa học đầu tiên.